# Borneo

Politisk karta över Borneo.

Borneo (på indonesiska: Kalimantan) är en ö i Sydostasien, belägen i mitten av Malackaarkipelagen. Med en yta på 743 330 km² är den världens tredje största ö. År 2005 hade den 15 721 384 invånare, 2009 18,6 miljoner. Borneo delas politiskt av Indonesien, Malaysia och Brunei.

## Historia
Statsbildningar torde ha uppkommit på Borneo redan kring Kristi födelse. Ön omtalas i kinesiska källor från omkring år 1000, och tidvis kontrollerades ön av Srivijayariket och Majapahitriket.
Under 1500-talet upptäcktes ön av européerna, samtidigt började islam spridas på ön. Då dessa anlände innehade de indonesiska Kutai och Sukadanasultanateten områden på västra delen av ön, Banjarmasinsultanatet kontrollerade södra delen av ön och i nord och nordväst styrdes ön av malajsultanaten Brunei och Sambas. Spanjorer och portugiser tog efter sin ankomst kontroll över handeln, men efterträddes på 1600- och 1700-talet av Nederländerna. I allians med det 1771 grundade Pontianaksultanatet lade holländarna under sig sydöstra delen av ön, medan Storbritannien tog kontroll över nordvästra delen av ön. Den brittiske sjöofficeren James Brooke lyckades 1841 skapa ett eget rike i Sarawak och erkändes av sultanen av Brunei som raja.
1878 lade ett brittiskt bolag under sig Sulusultanatets område och erhöll 1888 brittiskt beskydd som protektoratet Nord-Borneo. Sarawak erkände 1888 Storbritanniens överhöghet, 1906 sultanen av Brunei, och 1946 sålde ättlingarna till James Brooke sitt rike till brittiska kronan. Gränserna mellan brittiska och nederländska intresseområden på ön fastställdes på 1890-talet.
Under andra världskriget invaderade japanska trupper Borneo mellan 1941 och 1945, och avrättade stora delar av den lokala befolkningen inklusive många malajiska intellektuella. 1950 lades den nederländska delen av Borneo under den nyinrättade staten Indonesien. Sarawak och Sabah blev 1963 självständiga delstater i den då inrättade staten Malaysia. Brunei blev 1984 ett självständigt sultanat.
Borneo var huvudpunkten för konfrontationen mellan Indonesien och Malaysia mellan 1962 och 1966, och har även råkat ut för kommunistiska revolter med målet att behärska hela området. Under senare tid har Filippinerna krävt den norra delen av Borneo från Malaysia; flera olika territoriella krav över Borneo har lösts av internationella domstolen i Haag.

## Geografi
Borneo är världens tredje största ö, och den omges av Sydkinesiska havet i nord och nordväst, Sulusjön i nordöst, Sulawesisjön och Makassarsundet i öst, och Javasjön och Karimatasundet i syd.
Väst om Borneo ligger Malackahalvön och Sumatra. Söderut ligger Java. Öster om ön ligger Sulawesi (Celebes), och i nordöst Filippinerna.
Borneos högsta punkt är Gunung Kinabalu i Sabah i Malaysia, med en höjd på 4 095 meter över havet. Detta gör den till världens sjätte högsta ö.

### Brunei
Största ort är Bandar Seri Begawan.

### Indonesien
Den indonesiska delen är indelad i fem distrikt:
- Kalimantan Timur (Östra Kalimantan) med huvudort Samarinda
- Kalimantan Barat (Västra Kalimantan) med huvudort Pontianak
- Kalimantan Tengah (Centrala Kalimantan) med huvudort Palangkaraya
- Kalimantan Selatan (Södra Kalimantan) med huvudort Banjarmasin
- Kalimantan Utara (Norra Kalimantan) med huvudort Tanjung Selor

### Malaysia
I Malaysiadelen finns två icke-monarkistiska delstater: Sabah och Sarawak
Större orter i Sabah
- Kota Belud
- Kota Kinabalu, en modern stad
- Kudat
- Lahand Datu
- Poring
- Sandakan, en modern stad
- Sapulut
- Sepilok. Här finns ett rehabiliteringscentrum för återanpassning av fångna orangutanger till ett liv i frihet.
- Sukau

Större öar kring Sabah
- Bangyi Island
- Belambangan Island
- Sipadan Island, täckt av regnskog och mangroveträsk. I havet finns korallrev.
- Tiga
- Turtle Islands. Här lägger havssköldpaddor ägg.

Sarawak
- Huvudort Kuching

## Natur

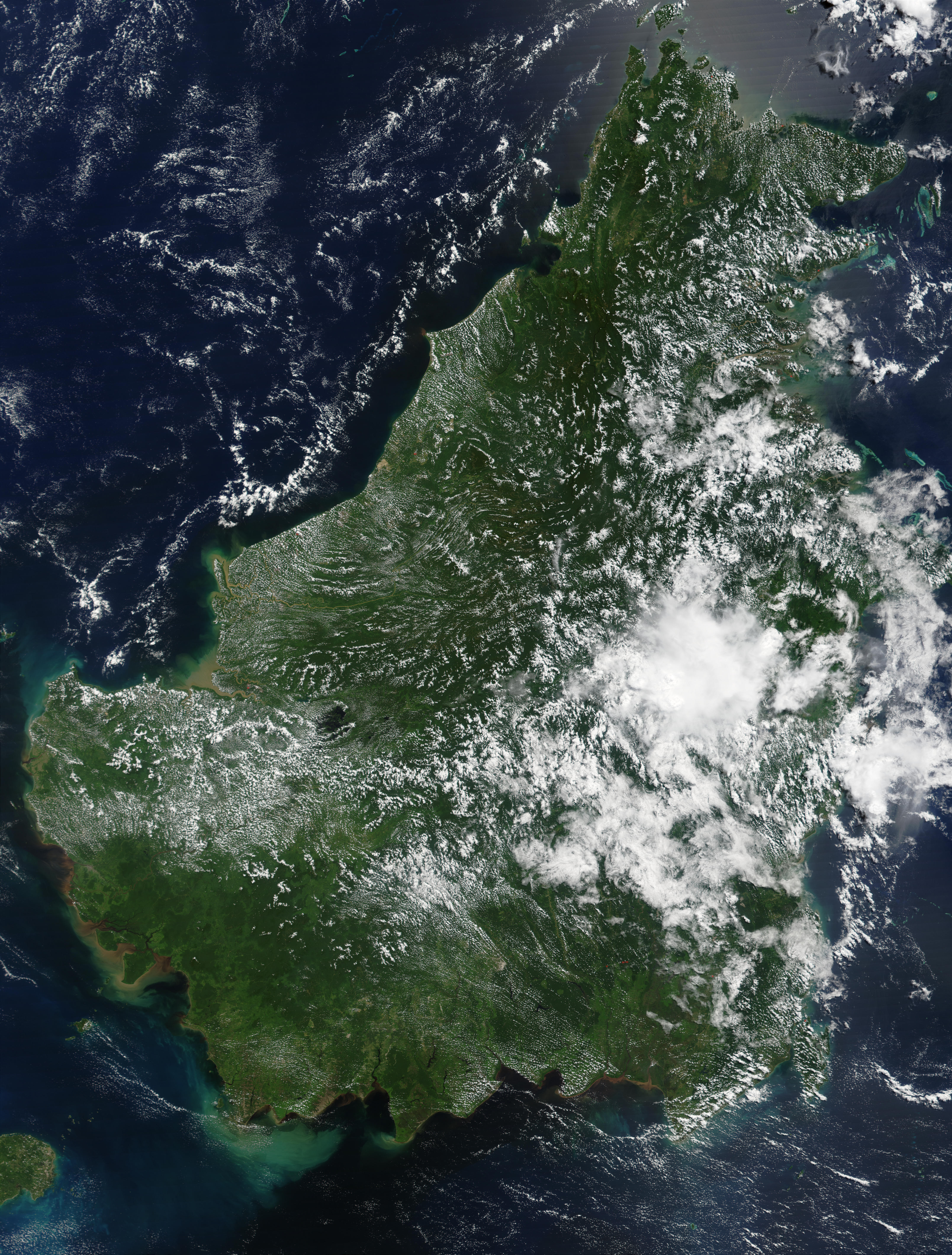
Satellitbild 2002

Borneo har till större delen varit täckt av tropisk regnskog. Regnskogen hotas dock av avverkning, bland annat för att ge plats för odling av oljepalm. Avskogningen har blivit Borneos största miljöproblem. På Borneo finns på grund av de särskilda betingelserna, en av världens största biologiska mångfald. Enligt Världsnaturfonden har ön sju ekoregioner.
Varma källor finns i Kunabalu Park runt om högsta berget Kinabalu.

### Flora
Borneo hyser omkring 15 000 växtarter varav 3 000 arter träd, över 1 000 olika orkidéer. Här finns världens största blomma, Rafflesia arnoldii. Flera arter är endemiska.

### Fauna
Det finns 221 arter landdäggdjur, bland annat den utrotningshotade orangutangen, trädleoparden (Neofelis diardi), asiatisk elefant, näsapa och sumatranoshörning. I havet finns bland annat havssköldpadda och maneter. Av fåglar finns 420 häckande arter.
Flera gånger har man vid inventeringar på senare tid funnit flera aldrig tidigare noterade arter.
Från och med maj 2007 är en tredjedel av Borneo naturskyddsområde. Representanter för Brunei, Indonesien och Malaysia har undertecknat ett avtal om att skydda den känsliga regnskogen i hjärtat av Borneo. Avtalet omfattar ett område på 220 000 kvadratkilometer.

### Klimat
Regnperiod oktober/november—april under nordostmonsunen. Regnet kommer oftast på eftermiddagarna; det är sällan regn hela dagen. Därefter torrtid fram till juni, då mindre regn kan komma.
December på vintern är den torraste månaden.
Nederbörden är omkring 3 m/år.

## Politisk indelning
Borneo är delat mellan länderna Brunei, Malaysia (delstaterna Sabah och Sarawak) och Indonesien (provinserna Kalimantan Barat (Västra Borneo), Kalimantan Selatan (Södra Borneo), Kalimantan Tengah (Centrala Borneo), Kalimantan Utara (Norra Borneo) och Kalimantan Timur (Östra Borneo) ).